# FA Charity Shield 1977
Lo FA Charity Shield 1977, noto in italiano anche come Supercoppa d'Inghilterra 1977, è stata la 55ª edizione della Supercoppa d'Inghilterra.
Si è svolto il 13 agosto 1977 al Wembley Stadium di Londra tra il Liverpool, vincitore della First Division 1976-1977, e il Manchester United, vincitore della FA Cup 1976-1977.
Il titolo, per la settima volta nella sua storia, è stato condiviso tra le due squadre, che hanno pareggiato la gara per 0-0.

## Partecipanti
| Squadre        | Qualificazione                           | Partecipazioni precedenti (il grassetto indica la vittoria) |
| -------------- | ---------------------------------------- | ----------------------------------------------------------- |
| Liverpool      | Vincitore della First Division 1976-1977 | 7 (1922, 1964, 1965, 1966, 1971, 1974, 1976)                |
| Manchester Utd | Vincitore della FA Cup 1976-1977         | 9 (1908, 1911, 1948, 1952, 1956, 1957, 1963, 1965, 1967)    |

## Tabellino
| Londra 13 agosto 1977, ore 15:00 BST | Liverpool | 0 – 0 referto | Manchester United | Wembley Stadium (82.000 spett.) |

| Liverpool | Manchester United |

### Formazioni
| Liverpool:      |    |                  |
|                 |    |                  |
| P               | 1  | Ray Clemence     |
| D               | 2  | Phil Neal        |
| D               | 4  | Phil Thompson    |
| D               | 6  | Emlyn Hughes     |
| D               | 3  | Joey Jones       |
| C               | 11 | Ian Callaghan    |
| C               | 8  | Jimmy Case       |
| C               | 10 | Terry McDermott  |
| C               | 5  | Ray Kennedy      |
| A               | 7  | Kenny Dalglish   |
| A               | 9  | David Fairclough |
| A disposizione: |    |                  |
| P               | 16 | Peter McDonnell  |
| D               | 12 | Tommy Smith      |
| D               | 14 | Alan Hansen      |
| C               | 15 | Steve Heighway   |
| A               | 13 | David Johnson    |
| Allenatore:     |    |                  |
| Bob Paisley     |    |                  |

| Manchester Utd: |    |                 |  |          |
|                 |    |                 |  |          |
| P               | 1  | Alex Stepney    |  |          |
| D               | 2  | Jimmy Nicholl   |  |          |
| D               | 6  | Martin Buchan   |  |          |
| D               | 5  | Brian Greenhoff |  |          |
| D               | 3  | Arthur Albiston |  |          |
| C               | 7  | Steve Coppell   |  |          |
| C               | 8  | Jimmy Greenhoff |  | Uscita   |
| C               | 4  | Sammy McIlroy   |  |          |
| C               | 11 | Gordon Hill     |  |          |
| A               | 9  | Stuart Pearson  |  |          |
| A               | 10 | Lou Macari      |  |          |
| Sostituzioni:   |    |                 |  |          |
| C               | 12 | David McCreery  |  | Ingresso |
| Allenatore:     |    |                 |  |          |
| Dave Sexton     |    |                 |  |          |